# Хасан Рахими
Хасан Рахими (Техеран, 15. јун 1989) је ирански рвач слободним стилом. На Светском првенству 2011. освојио је бронзану медаљу, а наредне године на Олимпијским играма у Лондону осмо место. На Светском првенству у Будимпешти 2013. освојио је злато, 2014. у Ташкенту бронзу, а 2015. у Лас Вегасу сребро. На Олимпијским играма у Рио де Жанеиру 2016. окитио се бронзаном медаљом у категорији до 57кг. Са Азијског првенства из 2012. има злато, а из 2009. бронзу. 